# Páncélgránátosok

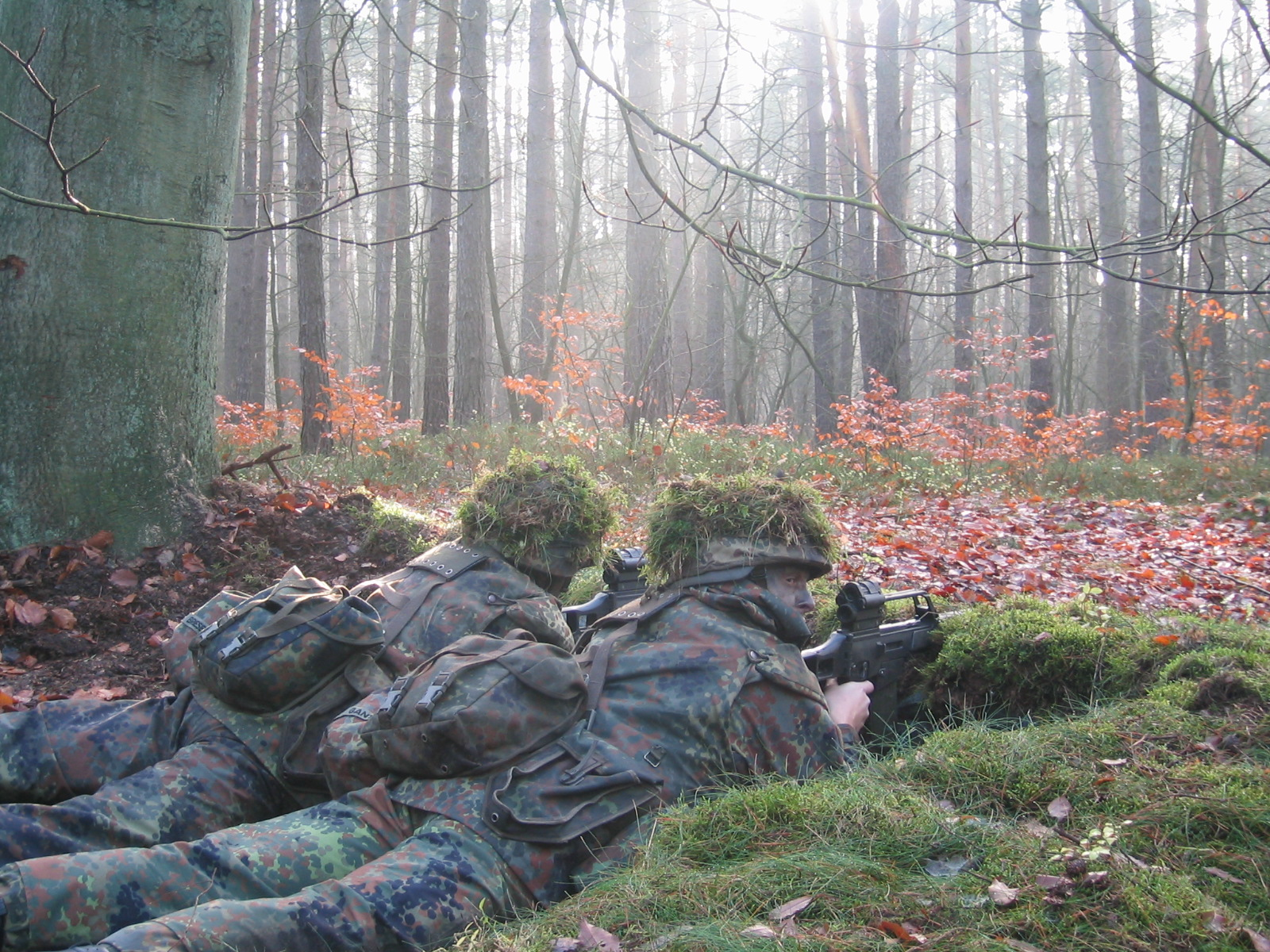
Bundeswehr páncélgránátosok őrségben (de: Alarmposten) az alapkiképzés során

A páncélgránátos (német Panzergrenadier, rövidítve: PzGren vagy Pzg) német kifejezés a gépesített gyalogságra, vagyis az olyan gyalogságra, amelyet erre a célra specializált harci járműveken szállítanak. Ezt a második világháború folyamán vezették be. A páncélgránátosokat használja az osztrák, a német és a svájci hadsereg.
A páncélgránátos a német hadseregben ugyanakkor a legalacsonyabb rendfokozat a páncélgránátos-csapatok (Panzergrenadiertruppe) legénységén (Mannschaften) belül, a NATO NATO OR-1 fokozatának a megfelelője.